# دره پادشاهان (فیلم)
«دره پادشاهان» (انگلیسی: Valley of the Kings (film)) یک فیلم به کارگردانی رابرت پیروش است که در سال ۱۹۵۴ منتشر شد. از بازیگران آن می‌توان به رابرت تیلور، النور پارکر، کرت کاشنر و لئون آسکین اشاره کرد.